# Forever (Drake-Lied)
Forever (englisch für „für immer“) ist ein Lied des kanadischen Rappers Drake, das er zusammen mit den US-amerikanischen Rappern Kanye West, Lil Wayne und Eminem aufnahm. Der Song ist die dritte Singleauskopplung des Soundtracks zum Basketball-Film More Than a Game und wurde am 27. August 2009 veröffentlicht. Später erschien das Lied auch auf Eminems Studioalbum Relapse: Refill.

## Inhalt
| Liedteil   | Künstler   |
| Refrain    | Drake      |
| 1. Strophe | Drake      |
| 2. Strophe | Kanye West |
| 3. Strophe | Lil Wayne  |
| 4. Strophe | Eminem     |

In Forever rappen Drake, Kanye West, Lil Wayne und Eminem über ihre Karrieren und wie sie es trotz aller Schwierigkeiten und Widerstände bis an die Spitze des Raps geschafft haben. Dabei wenden sie sich auch an alle Zweifler und Neider, die ihnen den Erfolg nicht zugetraut haben oder missgönnten. Jetzt, da die Rapper an der Spitze sind, werden sie sich nicht ausruhen, sondern weitermachen, um für immer so leben zu können.

“It may not mean nothin’ to y’all

But understand, nothin’ was done for me

So I don’t plan on stoppin’ at all

I want this shit forever, mane, ever, mane, ever, mane”

## Produktion
Der Song wurde von dem kanadischen Musikproduzenten Boi-1da produziert, der zusammen mit den Protagonisten Drake, Kanye West, Lil Wayne und Eminem auch als Autor fungierte.

## Musikvideo
Bei dem zu Forever veröffentlichten Musikvideo führte der US-amerikanische Regisseur Hype Williams Regie. Es wurde im Fontainebleau Miami Beach sowie in Detroit gedreht und feierte am 22. September 2009 Premiere. Auf YouTube verzeichnet das Video über 270 Millionen Aufrufe (Stand Juli 2020).
Zu Beginn ist der Basketball-Star LeBron James zu sehen, der am Laptop Poker spielt. Anschließend rappen Drake, Kanye West, Lil Wayne und Eminem nacheinander ihre Strophen, jeweils in dunkel-beleuchteten Räumen. Dabei werden zahlreiche Szenen aus dem Dokumentarfilm More Than a Game eingespielt, die wiederum LeBron James zeigen. Neben den Protagonisten sind auch die Musiker Birdman, The Alchemist, Trick-Trick, Mr. Porter und Slaughterhouse im Video zu sehen.

## Single

### Covergestaltung
Das Singlecover zeigt die Zeichnung eines Basketballspielers, der zum Dunking ansetzt. Im oberen Teil des Covers befinden sich der Titel Forever in Schwarz sowie der Schriftzug Drake, Kanye West, Lil Wayne & Eminem in Rot. Zudem steht im unteren Teil der schwarze Schriftzug Music Inspired by the Film More Than a Game. Der Hintergrund ist komplett weiß gehalten.

### Chartplatzierungen
Forever erreichte Platz 8 in den US-amerikanischen Singlecharts und konnte sich 24 Wochen in den Top 100 halten. Im Vereinigten Königreich belegte der Song Rang 42 und hielt sich 15 Wochen lang in den Top 100. Auch in der Schweiz stieg das Lied auf Position 68 in die Charts ein, wohingegen es sich in Deutschland und Österreich nicht platzieren konnte.
| ChartsChartplatzierungen       | Höchstplatzierung | Wochen |
| ------------------------------ | ----------------- | ------ |
| Kanada (MC)                    | 26 (22 Wo.)       | 22     |
| Schweiz (IFPI)                 | 68 (3 Wo.)        | 3      |
| Vereinigte Staaten (Billboard) | 8 (24 Wo.)        | 24     |
| Vereinigtes Königreich (OCC)   | 42 (15 Wo.)       | 15     |

| ChartsJahrescharts (2009)      | Platzierung |
| ------------------------------ | ----------- |
| Vereinigte Staaten (Billboard) | 88          |

| ChartsJahrescharts (2010)      | Platzierung |
| ------------------------------ | ----------- |
| Vereinigte Staaten (Billboard) | 71          |

### Auszeichnungen für Musikverkäufe
Forever wurde 2018 für mehr als sechs Millionen Verkäufe in den Vereinigten Staaten mit sechsfach-Platin ausgezeichnet. Im Vereinigten Königreich erhielt der Song im Jahr 2021 für über 600.000 verkaufte Einheiten Platin.

| Land/Region                  | Auszeichnungen für Musikverkäufe (Land/Region, Auszeichnung, Verkäufe) | Verkäufe  |
| ---------------------------- | ---------------------------------------------------------------------- | --------- |
| Australien (ARIA)            | 2× Platin                                                              | 140.000   |
| Brasilien (PMB)              | Gold                                                                   | 30.000    |
| Dänemark (IFPI)              | Gold                                                                   | 45.000    |
| Neuseeland (RMNZ)            | Platin                                                                 | 30.000    |
| Vereinigte Staaten (RIAA)    | 6× Platin                                                              | 6.000.000 |
| Vereinigtes Königreich (BPI) | Platin                                                                 | 600.000   |
| Insgesamt                    | 2× Gold · 10× Platin ·                                                 | 6.845.000 |

Hauptartikel: Drake (Rapper)/Auszeichnungen für Musikverkäufe